# سيزر رايت
سيزر رايت هو محامي كندي، ولد في 2 يوليو 1904 في لندن في كندا، وتوفي في 24 أبريل 1967.